# آپلند (رشته‌کوه)

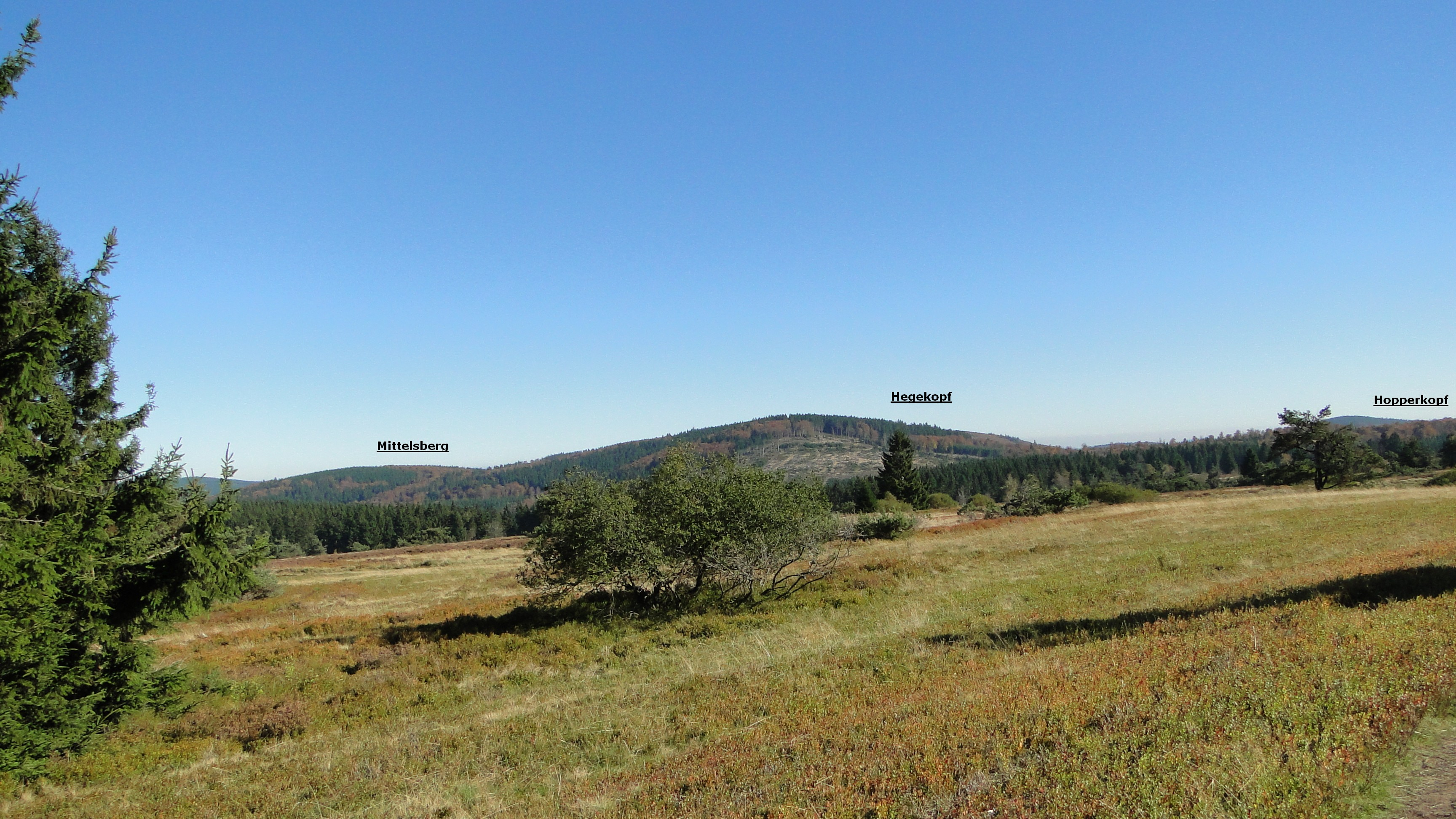
نمایی از آپلند از Niedersfelder Hochheide. Hegekopf در مرکز قرار دارد.

آپلند (به آلمانی پایین به معنای Oberland " کوهسار") یک منطقه کوهستانی کم‌ارتفاع است که بخش شمال شرقی هخ‌زاورلند را تشکیل می‌دهد و به ایالت هسن آلمان وابستگی دارد، برخلاف بقیه مناطق High Sauerland که در وستفالیا قرار دارد. آپلند در ناحیه والدک-فرانکنبرگ، در شمال هسن قرار دارد و در قلمرو شهرداری ویلینگن قرار دارد.